# Tour de l'Ain 2017
La 29.ª edición del Tour de l'Ain se celebró en Francia entre el 8 y el 12 de agosto de 2017 con inicio en la ciudad de Bourg-en-Bresse y final en la comuna de Culoz en el departamento de Ain. El recorrido consistió de un prólogo y 4 etapas sobre una distancia total de 535,9 km.
La prueba hizo parte del UCI Europe Tour 2017 dentro de la categoría 2.1 y fue ganada por el ciclista francés Thibaut Pinot del equipo FDJ. El podio lo completaron los también franceses David Gaudu del equipo FDJ y Alexandre Geniez del AG2R La Mondiale.

## Equipos participantes
Tomaron parte en la carrera 17 equipos, de los cuales 3 fueron de categoría UCI WorldTeam, 6 de categoría Profesional Continental, 6 de categoría Continental y 2 selecciones nacionales, quienes conformaron un pelotón de 102 ciclistas de los que terminaron 88. Los equipos participantes fueron:
| WorldTeams (3)- FDJ - Lotto NL-Jumbo - AG2R La Mondiale Equipos continentales profesionales (6)- Cofidis, Solutions Crédits - Direct Énergie - Fortuneo-Oscaro - Wanty-Groupe Gobert - Androni Giocattoli - Delko Marseille Provence KTM Equipos continentales (6)- Development Team Sunweb - HP BTP-Auber 93 - Roubaix Lille Métropole - Armée de terre - Astana City - Roth-Akros Equipos nacionales (2)- Francia sub-23 - Alemania sub-23 |
| |

## Recorrido
El Tour de l'Ain dispuso de un prólogo y 4 etapas sobre una distancia un recorrido total de 535,9 km.
| Etapa     | Fecha     | Recorrido                         | type                    | Distancia (km) | Ganador          | Líder          |
| --------- | --------- | --------------------------------- | ----------------------- | -------------- | ---------------- | -------------- |
| Prólogo   | 8 de ago  | Bourg-en-Bresse – Bourg-en-Bresse | contrarreloj individual | 3,8            | Johan Le Bon     | Johan Le Bon   |
| 1.ª etapa | 9 de ago  | Polliat – Trévoux                 | etapa escarpada         | 141,1          | Juanjo Lobato    | Juanjo Lobato  |
| 2.ª etapa | 10 de ago | Ambérieu-en-Bugey – Saint-Vulbas  | etapa escarpada         | 145,4          | Nacer Bouhanni   | Nacer Bouhanni |
| 3.ª etapa | 11 de ago | Lagnieu – Oyonnax                 | etapa de montaña        | 135,7          | David Gaudu      | Thibaut Pinot  |
| 4.ª etapa | 12 de ago | Lélex – Culoz                     | etapa de montaña        | 109,9          | Alexandre Geniez | Thibaut Pinot  |

## Clasificaciones finales
Las clasificaciones finalizaron de la siguiente forma:

### Clasificación general
| \| Clasificación general \| Clasificación general \| Clasificación general \| Clasificación general \| Clasificación general \| \| Ciclista \| Ciclista \| Equipo \| Tiempo \| \| \| --------------------- \| --------------------- \| --------------------------- \| --------------------- \| --------------------- \| \| 1.º \| Thibaut Pinot \| FDJ \| 12 h 59 min 10 s \| \| \| 2.º \| David Gaudu \| FDJ \| + 14 s \| \| \| 3.º \| Alexandre Geniez \| AG2R La Mondiale \| + 52 s \| \| \| 4.º \| Mattia Cattaneo \| Androni-Sidermec-Bottecchia \| + 1 min 25 s \| \| \| 5.º \| Steven Kruijswijk \| LottoNL-Jumbo \| + 1 min 30 s \| \| \| 6.º \| Brice Feillu \| Fortuneo-Oscaro \| + 1 min 35 s \| \| \| 7.º \| Maxime Bouet \| Fortuneo-Oscaro \| + 1 min 51 s \| \| \| 8.º \| Stef Clement \| LottoNL-Jumbo \| + 1 min 54 s \| \| \| 9.º \| Kévin Ledanois \| Fortuneo-Oscaro \| + 1 min 55 s \| \| \| 10.º \| Anthony Delaplace \| Fortuneo-Oscaro \| + 1 min 55 s \| \| |                   |                             |                  |
| |                   |                             |                  |
| Fuentes: ProCyclingStats Cycling Archives |                   |                             |                  |
| Clasificación general |                   |                             |                  |
| Ciclista | Ciclista          | Equipo                      | Tiempo           |
| 1.º | Thibaut Pinot     | FDJ                         | 12 h 59 min 10 s |
| 2.º | David Gaudu       | FDJ                         | + 14 s           |
| 3.º | Alexandre Geniez  | AG2R La Mondiale            | + 52 s           |
| 4.º | Mattia Cattaneo   | Androni-Sidermec-Bottecchia | + 1 min 25 s     |
| 5.º | Steven Kruijswijk | LottoNL-Jumbo               | + 1 min 30 s     |
| 6.º | Brice Feillu      | Fortuneo-Oscaro             | + 1 min 35 s     |
| 7.º | Maxime Bouet      | Fortuneo-Oscaro             | + 1 min 51 s     |
| 8.º | Stef Clement      | LottoNL-Jumbo               | + 1 min 54 s     |
| 9.º | Kévin Ledanois    | Fortuneo-Oscaro             | + 1 min 55 s     |
| 10.º | Anthony Delaplace | Fortuneo-Oscaro             | + 1 min 55 s     |

### Clasificación por puntos
| Clasificación por puntos | Clasificación por puntos | Clasificación por puntos    | Clasificación por puntos | Clasificación por puntos |
| Ciclista                 | Ciclista                 | Equipo                      | Puntos                   |                          |
| ------------------------ | ------------------------ | --------------------------- | ------------------------ | ------------------------ |
| 1.º                      | Alexandre Geniez         | AG2R La Mondiale            | 53 pts                   |                          |
| 2.º                      | Thibaut Pinot            | FDJ                         | 48 pts                   |                          |
| 3.º                      | Nacer Bouhanni           | Cofidis, Solutions Crédits  | 46 pts                   |                          |
| 4.º                      | Juanjo Lobato            | LottoNL-Jumbo               | 43 pts                   |                          |
| 5.º                      | Maxime Daniel            | Fortuneo-Oscaro             | 30 pts                   |                          |
| 6.º                      | Mattia Cattaneo          | Androni-Sidermec-Bottecchia | 26 pts                   |                          |
| 7.º                      | David Gaudu              | FDJ                         | 25 pts                   |                          |
| 8.º                      | Brice Feillu             | Fortuneo-Oscaro             | 23 pts                   |                          |
| 9.º                      | Aurélien Paret-Peintre   | Francia sub-23              | 19 pts                   |                          |
| 10.º                     | Steven Kruijswijk        | LottoNL-Jumbo               | 17 pts                   |                          |

### Clasificación de la montaña
| Clasificación de la montaña | Clasificación de la montaña | Clasificación de la montaña | Clasificación de la montaña | Clasificación de la montaña |
| Ciclista                    | Ciclista                    | Equipo                      | Puntos                      |                             |
| --------------------------- | --------------------------- | --------------------------- | --------------------------- | --------------------------- |
| 1.º                         | Thibaut Pinot               | FDJ                         | 37 pts                      |                             |
| 2.º                         | David Gaudu                 | FDJ                         | 37 pts                      |                             |
| 3.º                         | Roland Thalmann             | Roth-Akros                  | 30 pts                      |                             |
| 4.º                         | Thomas Degand               | Wanty-Groupe Gobert         | 25 pts                      |                             |
| 5.º                         | Brice Feillu                | Fortuneo-Oscaro             | 22 pts                      |                             |
| 6.º                         | Thibault Ferasse            | Armée de terre              | 22 pts                      |                             |
| 7.º                         | Clément Chevrier            | AG2R La Mondiale            | 22 pts                      |                             |
| 8.º                         | Steven Kruijswijk           | LottoNL-Jumbo               | 20 pts                      |                             |
| 9.º                         | Mattia Cattaneo             | Androni-Sidermec-Bottecchia | 15 pts                      |                             |
| 10.º                        | Frédéric Brun               | Francia sub-23              | 15 pts                      |                             |

### Clasificación de los jóvenes
| Clasificación del mejor joven | Clasificación del mejor joven | Clasificación del mejor joven | Clasificación del mejor joven | Clasificación del mejor joven |
| Ciclista                      | Ciclista                      | Equipo                        | Tiempo                        |                               |
| ----------------------------- | ----------------------------- | ----------------------------- | ----------------------------- | ----------------------------- |
| 1.º                           | David Gaudu                   | FDJ                           | 12 h 59 min 24 s              |                               |
| 2.º                           | Victor Lafay                  | Francia sub-23                | + 1 min 49 s                  |                               |
| 3.º                           | Aurélien Paret-Peintre        | Francia sub-23                | + 2 min 14 s                  |                               |
| 4.º                           | Vadim Pronskiy                | Astana City                   | + 2 min 41 s                  |                               |
| 5.º                           | Florian Stork                 | Development Team Sunweb       | + 5 min 42 s                  |                               |
| 6.º                           | Johannes Schinnagel           | Alemania sub-23               | + 8 min 21 s                  |                               |
| 7.º                           | Valentin Madouas              | FDJ                           | + 10 min 36 s                 |                               |
| 8.º                           | Galym Ajmétov                 | Astana City                   | + 16 min 16 s                 |                               |
| 9.º                           | Felix Gall                    | Development Team Sunweb       | + 18 min 54 s                 |                               |
| 10.º                          | Anton Kuzmin                  | Astana City                   | + 22 min 12 s                 |                               |

### Clasificación por equipos
| Clasificación por equipos | Clasificación por equipos    | Clasificación por equipos | Clasificación por equipos |
| Equipo                    | Equipo                       | Tiempo                    |                           |
| ------------------------- | ---------------------------- | ------------------------- | ------------------------- |
| 1.º                       | Fortuneo-Oscaro              | 39 h 02 min 41 s          |                           |
| 2.º                       | Wanty-Groupe Gobert          | + 54 s                    |                           |
| 3.º                       | FDJ                          | + 6 min 07 s              |                           |
| 4.º                       | AG2R La Mondiale             | + 9 min 06 s              |                           |
| 5.º                       | Delko Marseille Provence KTM | + 9 min 55 s              |                           |
| 6.º                       | Lotto NL-Jumbo               | + 13 min 26 s             |                           |
| 7.º                       | Armée de terre               | + 18 min 00 s             |                           |
| 8.º                       | Francia                      | + 18 min 48 s             |                           |
| 9.º                       | Cofidis, Solutions Crédits   | + 21 min 12 s             |                           |
| 10.º                      | Androni Giocattoli           | + 23 min 37 s             |                           |

## Evolución de las clasificaciones
| Etapa                   | Vencedor                | Clasificación general | Clasificación por puntos | Clasificación de la montaña | Clasificación de los jóvenes | Clasificación por equipos |
| ----------------------- | ----------------------- | --------------------- | ------------------------ | --------------------------- | ---------------------------- | ------------------------- |
| Prólogo                 | Johan Le Bon            | Johan Le Bon          | Johan Le Bon             | no entregado                | Valentin Madouas             | FDJ                       |
| 1.ª                     | Juan José Lobato        | Juan José Lobato      | Juan José Lobato         | Félix Pouilly               | Valentin Madouas             | FDJ                       |
| 2.ª                     | Nacer Bouhanni          | Nacer Bouhanni        | Nacer Bouhanni           | Félix Pouilly               | Valentin Madouas             | FDJ                       |
| 3.ª                     | David Gaudu             | Thibaut Pinot         | Nacer Bouhanni           | David Gaudu                 | David Gaudu                  | FDJ                       |
| 4.ª                     | Alexandre Geniez        | Thibaut Pinot         | Alexandre Geniez         | Thibaut Pinot               | David Gaudu                  | Fortuneo-Oscaro           |
| Clasificaciones finales | Clasificaciones finales | Thibaut Pinot         | Alexandre Geniez         | Thibaut Pinot               | David Gaudu                  | Fortuneo-Oscaro           |

## UCI World Ranking
El Tour de l'Ain otorga puntos para el UCI Europe Tour 2017 y el UCI World Ranking, este último para corredores de los equipos en las categorías UCI ProTeam, Profesional Continental y Equipos Continentales. La siguiente tabla muestra el baremo de puntuación y los 10 corredores que obtuvieron más puntos:
| Posición              | 1.º | 2.º | 3.º | 4.º | 5.º | 6.º | 7.º | 8.º | 9.º | 10.º |
| Clasificación general | 125 | 85  | 70  | 60  | 50  | 40  | 35  | 30  | 25  | 20   |
| Por etapa             | 14  | 5   | 3   |     |     |     |     |     |     |      |
| Líder                 | 3   |     |     |     |     |     |     |     |     |      |

| Clasificación | Clasificación     | Clasificación               | Clasificación | Clasificación | Clasificación | Clasificación |
| Posición      | Ciclista          | Equipo                      | General       | Etapa         | Líder         | Total         |
| ------------- | ----------------- | --------------------------- | ------------- | ------------- | ------------- | ------------- |
| 1.º           | Thibaut Pinot     | FDJ                         | 125           | 10            | 3             | 138           |
| 2.º           | David Gaudu       | FDJ                         | 85            | 14            | -             | 99            |
| 3.º           | Alexandre Geniez  | AG2R La Mondiale            | 70            | 22            | -             | 92            |
| 4.º           | Mattia Cattaneo   | Androni-Sidermec-Bottecchia | 60            | 3             | -             | 63            |
| 5.º           | Steven Kruijswijk | LottoNL-Jumbo               | 50            | -             | -             | 50            |
| 6.º           | Brice Feillu      | Fortuneo-Oscaro             | 40            | -             | -             | 40            |
| 7.º           | Maxime Bouet      | Fortuneo-Oscaro             | 35            | -             | -             | 35            |
| 8.º           | Stef Clement      | LottoNL-Jumbo               | 30            | -             | -             | 30            |
| 9.º           | Kévin Ledanois    | Fortuneo-Oscaro             | 25            | -             | -             | 25            |
| 10.º          | Nacer Bouhanni    | Cofidis, Solutions Crédits  | -             | 19            | 3             | 22            |